# Furnarius torridus
Furnarius torridus là một loài chim trong họ Furnariidae.